# عزلة العنسيين (إب)
عزلة العنسيين هي إحدى عزل مديرية ذي السفال في محافظة إب اليمنية ويبلغ تعداد سكانها 8256 نسمة حسب التعداد السكاني في اليمن لعام 2004. ومن القبائل التي تقطن منطقة العنسيين قبيلة الشُعبي واليحيوي والكامل وآل غازي وال صلاح وال زيد والاموي. ومن أسماء القرى قرية الفاش والرحوب والمكامد.كما تتميز العنسيين بزراعة البن والفواكة منها العنب والرمان والجوافة والبرتقال واليوسفي والليمون والسفرجل والمنجا وغيرها.وتتميز بمناخها المعتدل.

## روابط خارجية
- الجهاز المركزي للإحصاء بالجمهورية اليمنية
- المركز الوطني للمعلومات باليمن نسخة محفوظة 10 أبريل 2015 على موقع واي باك مشين.
- الدليل الشامل